# Christelijk Gymnasium Beyers Naudé
Het Beyers Naudé Gymnasium is een protestantse middelbare school in de wijk Huizum in de stad Leeuwarden. Het is een van de twee categorale gymnasia in de provincie Friesland, evenals het Stedelijk Gymnasium Leeuwarden.

## Geschiedenis
De school werd op 21 maart 1921 gesticht als het Gereformeerd Gymnasium. De eerste steen van het gebouw werd gelegd op 8 mei 1922. Op 10 januari 1923 verrichtte Hendrikus Colijn de officiële opening. In 1968 fuseerde het gereformeerde bestuur van de school met het Nederlands-hervormde bestuur van de Christelijke H.B.S. in Leeuwarden. De Christelijke HBS heette voortaan Lienward College en het Gereformeerd Gymnasium veranderde in Christelijk Gymnasium. Het nieuwe bestuur heette Vereniging voor Christelijk Voorbereidend Wetenschappelijk en Hoger Algemeen Voortgezet Onderwijs. In 1993 ging het Lienward College een fusie aan met zes andere middelbare scholen in Leeuwarden. De scholengemeenschap die zo ontstond, kreeg de naam CSG Comenius. Het Christelijk Gymnasium bleef zelfstandig en deelde alleen het bestuur met CSG Comenius. Na twee bestuurlijke fusies van de vereniging in 2002 en 2020 is Christelijk Gymnasium Beyers Naudé een van de zeven scholen onder het bestuur van CVO-nwf, de Vereniging voor Christelijk Voortgezet Onderwijs in Noord- en West-Fryslân.
In 1996 bestond de school 75 jaar en werd de naam, op initiatief van de toenmalige conrector Johan Sjoukema, veranderd in Christelijk Gymnasium Beyers Naudé, naar de Zuid-Afrikaanse anti-apartheidsdominee Beyers Naudé. Omdat het schoolgebouw te klein was geworden, werd er een nieuwe vleugel achter gebouwd die een jaar later klaar was. In 1998 werd het hoofdgebouw zelf verbouwd en in 2000 volgde opnieuw een stuk nieuwbouw. Zo kwam er een nieuwe kantine en kreeg het gedeelte uit 1997 er nog een verdieping bij; deze was af in 2002.
In 2021 bestond de school 100 jaar. Door de beperkingen die de coronapandemie met zich meebracht moest de viering van het jubileum uitgesteld worden. In april 2022 vonden alsnog diverse feestelijkheden plaats, zoals de lezingenavond met Denker des Vaderlands Paul van Tongeren en oud-leerlingen, de onthulling van een monumentaal jubileumkunstwerk in het trappenhuis in de hal en een extra feestelijke editie van de Grote Avond in schouwburg De Harmonie in Leeuwarden.

## Cultuur

### Schoolkrant
Beyers Naudé heeft een ongeveer viermaal per jaar verschijnende schoolkrant getiteld Kρατήρ (Kratèr), wat 'mengvat' betekent. Het blad werd in april 1952 door tweedeklassers opgericht. De eerste vier jaargangen werden gemaakt in samenwerking met leerlingen van het Willem Lodewijk Gymnasium in Groningen, vanaf de vijfde jaargang gingen de wegen uiteen. In januari 2016 werd deze schoolkrant opgeheven. Later dat jaar werd een nieuwe schoolkrant in het leven geroepen onder de naam Forum, waarvoor een nieuwe redactie is gevormd. In 2022 werd de naam weer veranderd naar Kρατήρ. Dit in het kader van het 100-jarig jubileum en de lange traditie van de schoolkrant; men wilde de oude naam weer herstellen. Ook de associatie met de politieke partij Forum voor Democratie noemde de redactie ongewenst en als reden om de naam te wijzigen. 

### Schoolorkest
Christelijk Gymnasium Beyers Naudé heeft sinds 1999 een schoolorkest dat bestaat uit ongeveer 30 leden. Het orkest heeft een variabele bezetting. Het speelt verschillende soorten muziek. Het schoolorkest treedt binnen de school op tijdens o.a. de Open Dag, het benefietconcert en de Grote Avond, en buiten de school bij o.a. het Orkestival van de Stichting het Zelfstandig Gymnasium (vaak in het Koninklijk Concertgebouw in Amsterdam) en diverse koor- en orkestfestivals in Leeuwarden.

### Jeugdkoor
Het jeugdkoor bestaat uit zo'n 18 leerlingen en staat onder leiding van de muziekdocent. Ze zingen een divers repertoire, van wereldmuziek en licht klassiek tot en met popsongs. Ze treden op tijdens de grote avond, het benefietconcert, vieringen binnen de school en ook zingen ze soms buiten de school zoals bij Locaal Vocaal.

### Toneelclub
De toneelclub van de school bestaat uit 20 à 25 leerlingen en wordt begeleid door leraren van de school. Het is de bedoeling een toneelstuk te oefenen dat op de Grote Avond wordt uitgevoerd.

### Debatclub Retorica
Een groep leerlingen vormt onder leiding van een leraar een debatclub. De leerlingen leren wat de regels en vaardigheden zijn van het debatteren en doen een aantal keer in het jaar mee met regionale of nationale debatwedstrijden.

### Schoolclub
Alle feesten en buitenschoolse activiteiten, zoals de jaarlijkse feestavond en het tweedeklassenkamp, worden georganiseerd door de schoolclub. Deze club bestaat uit zeven leerlingen uit de vijfde klas met ieder hun eigen specifieke functie: praeses (voorzitter), co-praeses, fiscus (penningmeester), artdirector (promotie en decoratie), scriba (secretaris), musicus (dj) en factotum (manusje van alles). Vanaf het schooljaar 2016–2017 heet de schoolclub SCBN (SchoolClub Beyers Naudé). In de jaren voor 2016 heette de schoolclub Μηδὲν ἄγαν (Mèden agan, wat 'Niets te veel' betekent) en kreeg de schoolclub jaarlijks een werktitel, zoals in 1995-1996 "ús avus", een samentrekking van het Friese 'ons' en Latijnse 'opa'.
Bij het opbouwen van de schoolfeesten en andere activiteiten wordt de schoolclub ondersteund door de leerlingen van de techniekgroep.

### Schoollied
Het gymnasium heeft een Latijns schoollied met de titel Nunc cantemus et laudemus (vertaald: 'Laten wij nu bezingen en prijzen'). Dit lied bezingt de schoolclub, niet het gymnasium zelf. De tekst gaat over een 'collegium' (Latijn voor 'club') en ook de oorspronkelijke naam van de schoolclub komt erin voor ('Ne quid nimis' is de Latijnse vertaling van Μηδὲν ἄγαν).
De auteur en datering van het schoollied zijn niet bekend.
Nunc cantemus et laudemus is een contrafact van het Friestalige lied Eala fria Fresena uit het Frysk Lieteboek van 1876. Dit 'alternatieve Friese volkslied' is geschreven door Peter Hermanus de Groot (muziek) en de Friese dichter en politicus Pieter Jelles Troelstra (tekst). Door deze achtergrond past het schoollied van CGBN bij een Fries gymnasium.
Het schoollied wordt onder andere gezongen tijdens de Grote Avond, en dan meestal eenstemmig. Er bestaan zettingen van muziekdocente Rennie Veenstra, van oud-leerling Gertim Alberda en van oud-leerlingen Kiona Bilstra en Esther van Zalinge. Hieronder volgt de Latijnse tekst met daarnaast twee Nederlandse vertalingen. Ter gelegenheid van het honderdjarig bestaan van de school heeft oud-leerling, dichter en schrijver Jabik Veenbaas in 2022 een nieuwe dichterlijke vertaling geschreven.
| Latijnse tekst | Nederlandse vertaling | Nederlandse vertaling |
| --- | --- | --- |
| Nunc cantemus et laudemus nostrum hoc collegium, studiosae iuventutis gaudium et vinculum. "Ne quid nimis" sollers dictum nobis sit sententiae. Felix sit et honori Deo, nobis, Frisiae. Semper proba sint iucundis mixta in consilio, ut Minervae sint alumni proba mente et animo, utque fructus ferat semper prosperos egregie. Felix sit et honori Deo, nobis, Frisiae. | Laten wij nu bezingen en prijzen deze club van ons, van de studerende jeugd de vreugde en verenigende band. Laat de slimme spreuk "Niets te veel" voor ons tot overtuiging zijn. Moge (de schoolclub) gelukkig zijn en tot eer voor God, voor ons, voor Friesland. Mogen er altijd goede dingen met de aangename vermengd zijn in ons plan, opdat de leerlingen van Minerva rechtschapen van geest en ziel zijn, en opdat (de schoolclub) altijd draagt bij uitstek gelukkige vruchten. Moge (de schoolclub) gelukkig zijn en tot eer voor God, voor ons, voor Friesland. | Zingen wij nu de lof van onze schoolclub, de vreugde en band van de schoolgaande jeugd. De wijze spreuk ‘Niets te veel’ moge ons motto zijn. Leve de club, tot eer van God, onszelf en Fryslân! Laat steeds het goede en ’t plezier samengaan in onze plannen, opdat Minerva's leerlingen goed en rechtschapen zijn en de club bij uitstek mooie vruchten draagt. Leve de club, tot eer van God, onszelf en Fryslân! |

### Overig
Elk jaar zijn er voor de leerlingen van de klassen 2 t/m 5 Beyers Naudé Atelier-keuzevakken (BNA). Er worden meerdere vakken aangeboden, de leerling kan een keuze maken.
Sinds het schooljaar 2014–2015 kunnen leerlingen in klas 4 deelnemen aan het Honoursprogramma van Stichting het Zelfstandig Gymnasium. Dit programma is bedoeld voor leerlingen die zich buiten de grenzen van het reguliere schoolcurriculum willen ontwikkelen.

## Talen
De school biedt de mogelijkheid een Cambridge University Certificate (CUC) te halen. Leerlingen die deelnemen aan dit programma krijgen extra Engelse taal en worden voorbereid op Cambridge-examens Engels voor niet-Engelstaligen. De examens leveren wereldwijd erkende certificaten op. Een vergelijkbare mogelijkheid bestaat ook voor de Franse taal: het DELF Scolaire. Voor de Duitse taal bestaat de mogelijkheid om het Goethe-certificaat te halen.
Fries is een verplicht vak in de eerste klas voor een uur per week. In de bovenbouw kan het als een halfjaarmodule worden gekozen binnen het BNA-programma, maar het is geen eindexamenvak. De docent stimuleert leerlingen mee te doen aan de voordrachtswedstrijd 'FeRstival' en aan de Slauerhoffpoëzieprijs.

## Olympiadeschool
Sinds schooljaar 2013–2014 is het CGBN officieel een Olympiadeschool. De leerlingen kunnen meedoen aan olympiades voor de vakken wiskunde, aardrijkskunde, natuurkunde, scheikunde, biologie en filosofie.

## Beyers Naudélezing
De naamgever van de school, ds. Naudé, heeft zijn levensverhaal beschreven in de autobiografie Verzet en Verzoening. Om het gedachtegoed van ds. Naudé levend te houden, organiseert de school de jaarlijkse Beyers Naudélezing. De lezing houdt verband met het thema 'verzet en verzoening'. Op 13 november 1997 sprak Gert van Maanen de eerste lezing uit onder de titel Met de moed der hoop. Dit was tijdens het bezoek van ds. Naudé aan de school. Latere sprekers waren o.a. Carl Niehaus, Mient Jan Faber, Carl Friedman, Willem Aantjes, Afshin Ellian, Rutger Kopland, Willem Jan Otten, Leon de Winter, Arjo Klamer, Herman Pleij, Antoine Bodar, Casper Labuschagne, Adriaan van Dis, Fréderike Geerdink en Christiaan Triebert.

## Bekende (oud-)docenten
- Hendrik Algra, docent Nederlands en geschiedenis, hoofdredacteur Friesch Dagblad, Eerste Kamerlid
- Jan Geersing, docent klassieke talen en conrector, later politicus
- Willem Kok, docent Grieks, later directeur van de Fryske Akademy

## Bekende oud-leerlingen met jaar van eindexamen
Enkele bekende oud-leerlingen met een lemma op Wikipedia zijn:
- Wim Aalders (ca. 1927), predikant
- Hantje de Jong (1927), predikant en verzetsstrijder
- Sijbe Hoekstra (ca. 1927), predikant en verzetsstrijder
- Johannes Hendrikus Zelle (1929), predikant
- Rinze Douma (1929), predikant en verzetsstrijder
- Ype Poortinga (1931), schrijver en verhalenverzamelaar
- Sybren van Tuinen (1932), verzetsman, burgemeester
- Fokke Sierksma (1936), godsdienstpsycholoog en essayist
- Hayte Schootstra (1941), advocaat, jurist en raadsheer
- Bernard Smilde (1941), predikant, componist
- Marten Woudstra (1942), theoloog
- Klaas Runia (1943), theoloog
- Adam van der Woude (1947), theoloog, oprichter Qumran Instituut
- Jacob Noordmans (1948), journalist, hoofdredacteur Leeuwarder Courant
- Klaas Bruinsma (1951), literair vertaler
- Piet Drenth (1952), psycholoog, rector-magnificus VU
- Koos Koster (1957), theoloog en tv-journalist
- Gerben van der Meer (1958), kunstschilder
- Hans Bouma (1959) dichter, "de dierendominee"
- Sytse Douma (1960), hoogleraar ondernemingsstrategie TU/e
- Gert Oost (1960), musicus, organist
- Gerrit de Jong (1962), lid Algemene Rekenkamer
- Wendela Bronsgeest (1963), sopraan en zangpedagoge
- Sytze de Vries (1964), theoloog, dichter en schrijver
- Geert Mak (1965), schrijver
- Redbad Veenbaas (1967), onderzoeker, vertaler
- Willem van der Molen (1971), javanicus
- Kees van der Kooi (1972), hoogleraar theologie
- Margreeth Smilde (1973), politicus, Tweede Kamerlid
- Cees Links (1975), uitvinder Wifi
- Simon Oosting (1978), veeteeltkundige, dierfysioloog en dichter
- Jabik Veenbaas (1978), filosoof, vertaler, dichter
- Paul van der Werf (1979), hoogleraar sterrenkunde
- Annejet van der Zijl (1980), biograaf en auteur
- Paula Fikkert (1983), hoogleraar taalverwerving en fonologie
- Aukje de Vries (1983), staatssecretaris
- Liuwe Westra (1984), theoloog, vertaler en onderzoeker
- Christien Boomsma (1987), schrijfster van jeugdboeken
- Gert-Jan Segers, Tweede Kamerlid
- Margreet de Heer (1990), striptekenares en illustratrice
- Anne Popkema (1994), schrijver en taalonderzoeker
- David Vlietstra (1996), kinderboekenschrijver
- Jan Jaap van der Wal (1997), cabaretier
- Maarten Hogenhuis (2006), jazz-saxofonist en componist
- Wiebe Kaspers (2007), pianist en zanger
- Bob Schepers (2010), voormalig profvoetballer
- Christiaan Triebert (2010), onderzoeksjournalist